# Język eyak
Język eyak – wymarły język z rodziny języków na-dene. Językiem tym posługiwano się w południowo-centralnej Alasce.
Badaniem języka eyak zajmował się od 1963 r. językoznawca Michael Krass (wówczas posługiwało się nim 6 osób). Eyak wypierany był przez język tlingit, a następnie znalazł się pod naciskiem języka angielskiego. Ostatnią znaną osobą biegle mówiącą tym językiem była Marie Smith z Cordovy, mieszkająca w Anchorage, która zmarła w styczniu 2008 r.